# Madroñera (kommun)
Madroñera är en kommun i Spanien.   Den ligger i provinsen Provincia de Cáceres och regionen Extremadura, i den centrala delen av landet, 200 km sydväst om huvudstaden Madrid. Antalet invånare är 2 901.